# Tetrahydroxydibor
Tetrahydroxydibor je anorganická sloučenina používaná na přípravu boronových kyselin.

## Příprava
V roce 1931 byla popsána reakce chloridu boritého s alkoholy, kterou vznikal dimethoxychlorid boritý, B(OCH3)2Cl.
Egon Wiberg a Wilhelm Ruschmann připravili tetrahydroxydibor redukcí této sloučeniny sodíkem a hydrolýzou vzniklého tetramethoxydiboru, B2(OCH3)4.
Použitý methanol může být obnoven:
BCl3   {\displaystyle {\ce {->[{\text{+ }}{\ce {CH3OH}}][-{\text{ }}{\ce {HCl}}]}}}   B(OCH3)2Cl   {\displaystyle {\ce {->[{\text{+ }}{\ce {Na}}][-{\text{ }}{\ce {NaCl}}]}}}   B2(OCH3)4   {\displaystyle {\ce {->[{\text{+ }}{\ce {H2O}}][-{\text{ }}{\ce {CH3OH}}]}}}   B2(OH)4
Souhrnně: 2 BCl3 + 2 Na + 4 H2O → B2(OH)4 + 2 NaCl + 4 HCl

## Reakce
Při zahřátí nad 90 °C se tetrahydroxydibor dehydratuje na polymerní oxid. K úplnému odstranění vody je třeba teplota nad 220 °C.
Tetrahydroxydibor je redukčním činidlem. Ve vodném roztoku se pomalu uvolňuje plynný vodík.
B2(OH)4 + 2 H2O → 2 B(OH)3 + H2